# Brezove Dane (Teslić)
Pour les articles homonymes, voir Brezove Dane.
Brezove Dane (en serbe cyrillique : Брезове Дане) est un village de Bosnie-Herzégovine. Il est situé dans la municipalité de Teslić et dans la république serbe de Bosnie. Selon les premiers résultats du recensement bosnien de 2013, il ne compte aucun habitant.
Avant la guerre de Bosnie-Herzégovine, le village faisait entièrement partie de la municipalité de Maglaj ; après la guerre, son territoire a été partiellement rattaché à la municipalité de Teslić intégrée à la république serbe de Bosnie.

## Démographie

### Répartition de la population par nationalités (1991)
En 1991, le village comptait 1 057 habitants, répartis de la manière suivante :

### Communauté locale
En 1991, la communauté locale de Brezove Dane comptait 1 877 habitants, répartis de la manière suivante :